# 서울 보문사 신중도
보문사 신중도(普門寺 神衆圖)는 불교와 불교를 믿는 국가와 개인을 보호하고, 수호하는 임무를 띠고 있는 화엄신중(華嚴神衆)을 도설한 불화로 고종 4년(1867년)에 그려졌다. 1996년 9월 30일 서울특별시의 유형문화재 제99호로 지정되었다.

## 특징
인도에서 불교 성립 이전부터 있어 온 재래의 토속신들을 불교의 신으로 받아들여, 불교의 체계 속에 흡수하게 되는데, 이들을 신중이라 칭하게 되고, 불화의 성격을 규정짓는 상단·중단·하단의 삼단불화 가운데 중단에 해당되며, 신중단(神衆壇)이라고도 한다.
신중도는 대예적금강신(大穢跡金剛神), 제석천왕(帝釋天王), 대범천왕(大梵天王), 동진보살(童眞菩薩) 등의 주요 신장상의 표현과 배치 양식에 따라 그 유형이 구별되는데, 이 그림은 화면의 상단 좌우에 제석천왕과 대범천왕이 배치되고, 중앙부에 동진보살이 묘사되어 3구의 신장상이 역삼각형의 배치 구도를 이루는 형태로서 조선 후기 신중도의 유형 가운데 가장 일반적인 형식의 하나라고 할 수 있다.
크게 보아 2단으로 구성되어 있는 이 그림은 상단에는 제석과 범천을 중심으로 천인상들이 배치되어 있으며, 하단에는 동진보살을 중심으로 신장들이 묘사되고 있는 전형적인 도상을 채택하고 있다
그림의 중심을 차지하는 동진보살은 통통한 얼굴에 인자한 모습으로 표현되고 있으며, 좌측에 자리하고 있는 산신은 부채를 들고 미소를 머금고 있다. 이들은 동진보살상의 우측에 자리한 성군(星君)과 함께 화면의 좌측 하단부를 주시하고 있으며, 모두 온화한 얼굴로 묘사되고 있다.
채색에 있어서는 녹색과 적색이 주조를 이루고 있으나 색조가 탁해지는 경향은 제작년대를 19세기 중반 아래로 볼 수 있게 하는 요소라 할 수 있다.

## 그린 사람
이 그림은 화기(畵記)가 존재하고 있어 불화조성과 관련한 사실들을 살펴볼 수 있게 한다. 이름은 파악하기 어려우나 상궁(尙宮)의 시주로 불화 조성의 경비가 마련되고 있음을 알 수 있으며, 시주의 공덕으로 영가(靈駕)의 극락왕생을 기원하고 있음을 파악할 수 있다. 조선 후기 사찰의 불사에는 상궁들의 시주가 눈에 띄는 경향임을 지적할 수 있는데, 보문사대웅전신중도의 제작도 상궁을 비롯한 궁중여인들의 경제적 지원으로 가능하였음을 이 그림의 화기는 전하고 있다.
이 그림을 그린 화승은 정확히 알 수는 없으나, 같은 연도에 제작된 보문사 묘승전지장보살도가 당시 수락산(水落山) 흥국사(興國寺)를 중심으로 활약한 경선당(慶船堂) 응석(應釋)임을 볼 때, 초를 그린 승려는 경선 응석일 가능성이 높다.

## 비교되는 작품
보문사대웅전신중도와 비교되는 작품으로는 서울의 미타사 대웅전 신중도(1887년 제작)가 참고되는데, 채색에 있어 미세한 차이는 있으나 그 구도가 동일하여 같은 초본을 바탕으로 그려졌음을 한눈에 살필 수 있다. 화기에 의하면 응석이 출초(出草)를 담당하였음을 명기하고 있음이 이를 확인하고 있다.
보문사대웅전신중도는 19세기 후반에 유명한 화승들을 배출하였던 수락산 흥국사의 화승들이 참여하였고 특히 당시를 대표할 만한 대가 경선 응석의 초기 불화라는 점에서 주목되는 불화이다.

## 같이 보기
- 서울 미타사 신중도 - 서울특별시 유형문화재 제360호

## 참고 자료
- 보문사 신중도 - 국가유산청 국가유산포털

 본 문서에는 서울특별시에서 지식공유 프로젝트를 통해 퍼블릭 도메인으로 공개한 저작물을 기초로 작성된 내용이 포함되어 있습니다.